# Diabetes na gravidez

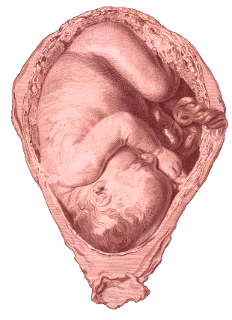

Para mulheres grávidas com diabetes, existem alguns desafios particulares tanto para a mãe quanto para o feto. Se a gestante tem diabetes como um distúrbio pré-existente, isso pode causar trabalho de parto precoce, defeitos congênitos e bebês maiores que a média. Portanto, especialistas aconselham os diabéticos a manterem o nível de glicose no sangue próximo ao intervalo normal cerca de 3 meses antes de planejar a gravidez.
Quando o diabetes mellitus tipo 1 ou o diabetes mellitus tipo 2 é pré-existente, enfatiza-se o planejamento prévio caso a pessoa queira engravidar, sendo necessário um controle rigoroso da glicemia antes da concepção.

## Fisiologia
O diabetes pré-gestacional pode ser classificado como tipo 1 ou tipo 2 dependendo do mecanismo fisiológico. O diabetes tipo 1 mellitus é uma doença autoimune que leva à destruição das células produtoras de insulina no pâncreas; o diabetes tipo 2 mellitus está associado à obesidade e resulta de uma combinação de resistência à insulina e produção insuficiente de insulina. Ao engravidar, a placenta produz lactogênio placentário humano (HPL), um hormônio com ações contrarregulatórias que levam ao aumento da glicose no sangue. Em combinação com o diabetes pré-existente, essas alterações fisiológicas maternas podem levar a níveis perigosamente altos de glicose no sangue. Isso é relevante porque as consequências do mau controle glicêmico são mais graves durante a gravidez do que em estados não gestacionais.

## Riscos para o feto
Os efeitos negativos do diabetes pré-gestacional devem-se principalmente aos altos níveis de glicose e insulina durante o primeiro trimestre da gravidez (em contraste com o diabetes gestacional, que pode causar complicações fetais durante o segundo e terceiro trimestres). Como esse período é quando muitas das principais estruturas e órgãos internos do feto são formados, o diabetes pré-existente pode levar a anomalias congênitas. Estas incluem desenvolvimento anormal do coração e do sistema nervoso central (cérebro e medula espinhal). Foram relatadas fortes correlações entre diabetes e agênese sacral, holoprosencefalia e deficiência longitudinal de membros. Em relação ao coração, foi encontrada maior probabilidade de tronco arterial comum, defeito do septo atrioventricular e complexo de ventrículo único. É importante notar que essas complicações são geralmente raras e podem ser evitadas com um controle rigoroso da glicemia. Déficits neurológicos e cognitivos leves na prole — incluindo aumento de sintomas de TDAH, habilidades motoras finas e grossas prejudicadas e desempenho prejudicado da memória explícita — foram associados ao diabetes tipo 1 pré-gestacional e ao diabetes gestacional.
O diabetes pré-existente também pode levar a complicações no recém-nascido após o parto, incluindo icterícia neonatal, hipoglicemia e macrossomia. O diabetes pré-gestacional, contudo, não aumenta a probabilidade de doenças devido a alterações cromossômicas (por exemplo, síndrome de Down). Além disso, os abortos espontâneos também são mais frequentes devido ao desenvolvimento anormal nas fases iniciais da gestação.
Além disso, quando a glicemia não é controlada, logo após o nascimento, os pulmões do bebê podem estar subdesenvolvidos, o que pode causar problemas respiratórios. A hipoglicemia pode ocorrer após o nascimento se a glicose da mãe estava alta próximo ao momento do parto, o que leva o bebê a produzir insulina extra. Um ambiente materno hiperglicêmico também tem sido associado a recém-nascidos com maior risco de desenvolver desfechos negativos de saúde, como obesidade futura, resistência à insulina, diabetes mellitus tipo 2 e síndrome metabólica.

## Manejo do diabetes na gravidez
Os níveis de glicose em gestantes devem ser regulados da forma mais estrita possível. Durante as primeiras semanas de gestação, é necessário menos tratamento com insulina devido ao controle apertado da glicemia e também à glicose extra necessária para o crescimento do feto. Nesse período, a insulina basal e a insulina bolo podem precisar ser reduzidas para prevenir hipoglicemia. Recomenda-se a testagem frequente dos níveis de glicose para manter o controle. Conforme o feto cresce e o peso aumenta durante a gravidez, o corpo produz mais hormônios, o que pode causar resistência à insulina e necessidade de mais insulina. Nesse momento, é importante que os níveis de glicose permaneçam dentro da faixa, pois o bebê produzirá mais insulina própria para compensar o nível mais alto de glicose da mãe, o que pode causar macrossomia. Durante o parto, que é equivalente a exercício físico, a necessidade de insulina deve ser novamente reduzida, ou pode ocorrer hiperglicemia. Após o parto e nos dias seguintes, não há mais hormônios da placenta que demandem mais insulina; portanto, a necessidade de insulina é reduzida e gradualmente retorna ao normal.
O diabetes mellitus pode ser manejado de forma eficaz por meio de planejamento alimentar adequado, aumento da atividade física e tratamento com insulina devidamente instituído. Algumas dicas para controlar o diabetes na gravidez incluem:
- Reduzir doces, fazer três pequenas refeições e de uma a três refeições leves por dia, manter horários adequados de alimentação e incluir ingestão equilibrada de fibras na forma de frutas, verduras e grãos integrais.
- Aumento da atividade física – caminhada, natação/hidroginástica etc.
- Monitorar frequentemente o nível de glicose; os médicos podem pedir para verificar a glicemia mais vezes que o habitual.
- O nível de glicose deve estar abaixo de 95 mg/dL (5,3 mmol/L) ao acordar, abaixo de 140 mg/dL (7,8 mmol/L) uma hora após a refeição e abaixo de 120 mg/dL (6,7 mmol/L) duas horas após a refeição.
- Cada vez que verificar a glicemia, manter um registro adequado dos resultados e apresentar à equipe de saúde para avaliação e modificação do tratamento. Se os níveis de glicose estiverem acima das metas, uma equipe de manejo de diabetes perinatal pode sugerir formas de atingir os objetivos.
- Muitos podem precisar de insulina extra durante a gravidez para atingir sua meta glicêmica. A insulina não é prejudicial para o bebê.[13]

O Instituto Nacional para Saúde e Excelência Clínica agora recomenda sistemas de insulina em circuito fechado como opção para todas as mulheres com diabetes tipo 1 que estão grávidas ou planejando engravidar.

## Amamentação
Em geral, a amamentação é benéfica para a criança mesmo com mãe portadora de diabetes mellitus. O risco de a criança desenvolver diabetes mellitus tipo 2 mais tarde na vida pode ser menor se ela tiver sido amamentada. A amamentação também ajuda a criança a manter um peso corporal saudável durante a infância. Entretanto, o leite materno de mães com diabetes demonstrou ter composição diferente daquele de mães não diabéticas, contendo níveis elevados de glicose e insulina e menores níveis de ácidos graxos poli-insaturados. Embora os benefícios da amamentação para filhos de mães com diabetes tenham sido documentados, a ingestão de leite materno diabético também foi associada a atraso no desenvolvimento da linguagem de forma dose-dependente.
Em alguns casos, gestantes com diabetes podem ser encorajadas a extrair e armazenar o colostro durante a gravidez, caso seus níveis de glicose estejam muito baixos para amamentar o bebê após o nascimento. Não há evidências sobre a segurança ou benefícios potenciais quando mulheres grávidas com diabetes extraem e armazenam leite materno antes do nascimento do bebê.

## Classificação
A classificação de White, nomeada em homenagem à Priscilla White, que foi pioneira na pesquisa sobre o efeito dos tipos de diabetes no desfecho perinatal, é amplamente utilizada para avaliar o risco materno e fetal. Ela distingue entre diabetes gestacional (tipo A) e diabetes que já existia antes da gravidez (diabetes pregestacional). Esses dois grupos são ainda subdivididos de acordo com seus riscos e formas de manejo.
Existem 2 classes de diabetes gestacional (diabetes que começou durante a gravidez):
- Classe A1: diabetes gestacional; controlado por dieta
- Classe A2: diabetes gestacional; controlado por medicação

O segundo grupo de diabetes, que existia antes da gravidez, pode ser dividido nestas classes:
- Classe B: início aos 20 anos ou mais ou com duração de menos de 10 anos
- Classe C: início entre 10 e 19 anos ou duração de 10–19 anos
- Classe D: início antes dos 10 anos ou duração superior a 20 anos
- Classe E: diabetes mellitus manifesto com vasos pélvicos calcificados
- Classe F: nefropatia diabética
- Classe R: retinopatia proliferativa
- Classe RF: retinopatia e nefropatia
- Classe H: doença cardíaca isquêmica
- Classe T: transplante renal prévio

Um início precoce ou uma longa duração da doença trazem maiores riscos, daí os três primeiros subtipos.